# Michiel de Ruyter
Michiel Adriaenszoon de Ruyter (Flessingue, 24 de março de 1607 – Siracusa, 29 de abril de 1676) é um dos mais famosos almirantes da história holandesa. De Ruyter destacou-se por seu papel nas Guerras anglo-holandesas do século XVII. Lutou contra ingleses e franceses nessas guerras e obteve várias vitórias importantes, sendo provavelmente a mais conhecida delas a Batalha de Medway. O piedoso de Ruyter foi muito amado pelos seus marinheiros e soldados; ganhou deles a sua mais importante alcunha: Bestevaêr (em holandês antigo: 'avô').
Sua terra natal Flessingue, Zelândia, o homenageou com uma estátua, onde ele fica olhando para o mar.